# Tataouine (província)
A província de Tataouine (em árabe: ولاية تطاوينن; em francês: gouvernorat de Tataouine) é a província mais meridional da e mais extensa da Tunísia. Foi criada em 2 de março de 1981.
- capital: Tataouine
- área: 38 889 km²
- população: 143 524 habitantes (2004);[2] 148 200 (estimativa de 2013)[3]
- densidade: 3,7 hab./km² (2004)

| Delegação       | População em 2004 |
| --------------- | ----------------- |
| Bir Lahmar      | 9 270             |
| Dehiba          | 3 971             |
| Ghomrassen      | 18 335            |
| Remada          | 9 977             |
| Smâr            | 13 826            |
| Tataouine Norte | 54 362            |
| Tataouine Sul   | 33 783            |